# Heiner Schnelling
Heiner Schnelling (* 22. Dezember 1954 in Bottrop) ist ein deutscher Bibliothekar. Von 2013 bis 2020 war er Direktor der Universitätsbibliothek Johann Christian Senckenberg in Frankfurt am Main.

## Leben und Wirken
Heiner Schnelling studierte Anglistik und Germanistik. Nach dem Staatsexamen für den höheren Schuldienst 1979 promovierte er 1980 an der Universität Trier mit einer Arbeit über den britischen Schriftsteller und Dramatiker Christopher Fry. Im gleichen Jahr trat er als Bibliotheksreferendar an der Universitätsbibliothek Trier in die Ausbildung für den höheren Bibliotheksdienst ein und legte 1982 die Fachprüfung hierfür am Bibliothekar-Lehrinstitut des Landes Nordrhein-Westfalen ab. Als wissenschaftlicher Bibliothekar war er zunächst von 1982 bis 1987 an der Universitätsbibliothek der Freien Universität Berlin und von 1987 bis 1989 an der Universitätsbibliothek Konstanz als stellvertretender Direktor tätig. 1989 wechselte er an die Universitätsbibliothek Gießen und wurde dort 1990 zum Leitenden Bibliotheksdirektor ernannt. Im Jahre 1997 wurde Schnelling Direktor der Universitäts- und Landesbibliothek Sachsen-Anhalt in Halle (Saale) und 2013 schließlich Direktor der Universitätsbibliothek Johann Christian Senckenberg in Frankfurt/M.
Während der Amtszeit Schnellings in Halle (Saale) standen u. a. die baulichen Veränderungen und Neubauten der Bibliothek und das Projekt „Verzeichnis der deutschsprachigen Drucke des 18. Jahrhunderts“ (VD 18) im Mittelpunkt. Außerdem wirkte Schnelling in verschiedenen bibliothekarischen Fachgremien (DFG, LIBER, DBV).

## Veröffentlichungen (Auswahl)
- Christopher Frys "seasonal comedies". Funktional-strukturalistische Untersuchung zur Kritik der thematischen Konzeption der "Jahreszeiten" (= Trierer Studien zur Literatur, Bd. 5). Lang, Frankfurt/M. 1981, ISBN 3-8204-6144-2 (Dissertation Universität Trier).
- Shakespeare im Schlagwortkatalog. Vergleichende Untersuchungen anglo-amerikanischer und deutscher Praxis verbaler Sacherschließung (= Veröffentlichungen der Universitätsbibliothek der Freien Universität Berlin, Bd. 2). Berlin 1983.
- Die Universitätsbibliographie der Freien Universität Berlin. Erfahrungen mit einem Projekt. In: Bibliotheksdienst, Bd. 20 (1986), S. 837–843.
- (mit Gerhard Schmitz-Veltin): Mit dem Walkman durch die Bibliothek der Universität Konstanz. In: ABI-Technik, Bd. 7 (1987), S. 347–354.
- Online-Benutzerkataloge in Großbritannien. In: Bibliotheksdienst, Bd. 21 (1987), S. 359–376.
- Bibliographische Kontrolle der Master-Mikroformen in europäischen Bibliotheken. In: Bibliotheksdienst, Bd. 24 (1990), S. 912–919.
- Die Universitätsbibliothek der Justus-Liebig-Universität am Beginn der neunziger Jahre. In: Gießener Universitätsblätter, Bd. 23 (1990), H. 1, S. 27–44.
- Das Lehrangebot der Fachrichtung Bibliothekswissenschaft am Institut für Bibliothekswissenschaft und Bibliothekarausbildung der Freien Universität Berlin 1983–1992 (= Berliner Handreichungen zur Bibliothekswissenschaft, Bd. 8). IfBB, Berlin 1992.
- (mit Gerald Lutze u. Reinhard Worch): Digitalisierung von Zettelkatalogen in der ULB-Sachsen-Anhalt und ihre Visualisierung im Internet. Zettels Traum. In: Bibliotheksdienst, Bd. 33 (1999), S. 785–796.
- Die künftige Entwicklung der Universitäts- und Landesbibliothek. In: Walter Müller/Heiner Schnelling (Hrsg.): Die denkmalpflegerische Restaurierung des Hauptgebäudes der Universitäts- und Landesbibliothek Sachsen-Anhalt in Halle. Fliegenkopf-Verlag, Halle 2000, S. 58–73, ISBN 3-930195-55-0.
- Historische Bausubstanz, Provisorium, Rekonstruktion, Neubau – Aspekte der baulichen Entwicklung der Universitäts- und Landesbibliothek Sachsen-Anhalt in Halle nach der Wende. In: ABI-Technik, Bd. 21 (2001), S. 12–25.
- Die Zentrale der Universitäts- und Landesbibliothek Sachsen-Anhalt in Halle (Saale). Aspekte des räumlichen Wandels. In: Thomas Bürger (Hrsg.): Bibliotheken führen und entwickeln. Festschrift für Jürgen Hering zum 65. Geburtstag. Saur, München 2002, S. 197–205, ISBN 3-598-11616-0.
- Zeitrahmen, Mengen- und Kostengerüster eines VD 18. In: Heiner Schnelling (Hrsg.): VD 18. Verzeichnis der im deutschen Sprachraum erschienenen Drucke des 18. Jahrhunderts. Beiträge eines DFG-Rundgesprächs in der Universitäts- und Landesbibliothek Sachsen-Anhalt in Halle (Saale), veranstaltet am 5. Mai 2004 (= Schriften zum Bibliotheks- und Büchereiwesen in Sachsen-Anhalt, Bd. 86). Halle 2004, S. 75–84, ISBN 3-86010-740-2 (PDF).
- Hamlet, Wittenberg, die Universität, die Bibliothek. In: Erland Kolding Nielsen (Hrsg.): Die innovative Bibliothek. Elmar Mittler zum 65. Geburtstag. Saur, München 2005, S. 211–222, ISBN 3-598-11731-0.
- Universitätsbibliothek, Landesbibliothek, Juristische Seminarbibliothek, Zweigbibliothek Rechtswissenschaft. In: Heiner Lück (Hrsg.): 150 Jahre Juristisches Seminar der Martin-Luther-Universität-Halle-Wittenberg. Stekovics, Halle (Saale) 2005, S. 43–58, ISBN 3-89923-106-6.
- Die Verzeichnisse der im deutschen Sprachraum erschienenen Drucke des 16., 17. und 18. Jahrhunderts. Kontinuität und Innovation. In: Bibliothek und Wissenschaft, Bd. 43 (2010), S. 199–211.
- (mit Marita von Cieminski u. Dorothea Sommer): Bestände des 18. Jahrhunderts aus der Universitäts- und Landesbibliothek Sachsen-Anhalt in Halle. Eine Auswahl. In: Katrin Dziekan (Hrsg.): Lesewelten – historische Bibliotheken. Büchersammlungen des 18. Jahrhunderts in Museen und Bibliotheken in Sachsen-Anhalt. Mitteldeutscher Verlag, Halle (Saale) 2011, S. 331–354, ISBN 3-89812-538-6.
- (mit Dorothea Sommer): Innovation und Kooperation – Digitalisierung in der Universitäts- und Landesbibliothek Sachsen-Anhalt, Halle (Saale). In: Irmgard Siebert (Hrsg.): Digitalisierung in Regionalbibliotheken (= Zeitschrift für Bibliothekswesen und Bibliographie, Sonderbände, Bd. 107). Klostermann, Frankfurt/M. 2012, S. 117–134, ISBN 3-465-03759-6.
- Regionalliteratur. Zu einigen Aspekten öffentlichen und privaten Sammelns. In: Klaus Ceynowa (Hrsg.): Bibliotheken: Innovation aus Tradition. Rolf Griebel zum 65. Geburtstag. De Gruyter Saur, Berlin 2014, S. 434–444, ISBN 3-11-031041-4.
- (mit Dorothea Sommer): Die Geistes- und Sozialwissenschaftliche Bibliothek der ULB Halle. In: ABI-Technik, Bd. 36 (2016), S. 227–237.
- Kramer und kein Ende. Perspektiven einer "damals neuen Bibliothek". In: Irmgard Siebert (Hrsg.): Vom Sinn der Bibliotheken. Festschrift für Hans-Georg Nolte-Fischer. Harrassowitz, Wiesbaden 2017, S. 99–107, ISBN 3-447-10886-X.